# Pseudoacontias
Genre
Pseudoacontias est un genre de sauriens de la famille des Scincidae.

## Répartition
Les espèces de ce genre sont endémiques de Madagascar.

## Liste des espèces
Selon The Reptile Database (28 novembre 2012) :
- Pseudoacontias angelorum Nussbaum & Raxworthy, 1995
- Pseudoacontias madagascariensis Bocage, 1889
- Pseudoacontias menamainty Andreone & Greer, 2002
- Pseudoacontias unicolor Sakata & Hikida, 2003

## Publication originale
- Bocage, 1889 : Mélanges erpétologiques. I. Sur un Scincoidien nouveau de Madagascar. Jornal de Sciencias Mathematicas, Physicas e Naturaes Academia Real das Sciencias de Lisboa, sér. 2, vol. 1, p. 125-126 (texte intégral).